# Série de championnat de la Ligue nationale de baseball 1999
La Série de championnat de la Ligue nationale de baseball 1999 était la série finale de la Ligue nationale de baseball, dont l'issue a déterminé le représentant de cette ligue à la Série mondiale 1999, la grande finale des Ligues majeures.
Cette série quatre de sept a débuté le mardi 12 octobre 1999 et s'est terminée le mardi 19 octobre par une victoire des Braves d'Atlanta, quatre victoires à deux sur les Mets de New York, au terme d'un intense duel où les six matchs de la série furent décidés par la marge d'un seul point. Les deux dernières parties furent jouées en prolongation, dont un cinquième affrontement qui dura 15 manches et qui était à l'époque le plus long match (en termes de minutes) de l'histoire des séries éliminatoires. Épuisés après ce triomphe en six parties, les Braves offrirent peu de résistance aux Yankees de New York au tour suivant et perdirent la Série mondiale 1999.

## Équipes en présence

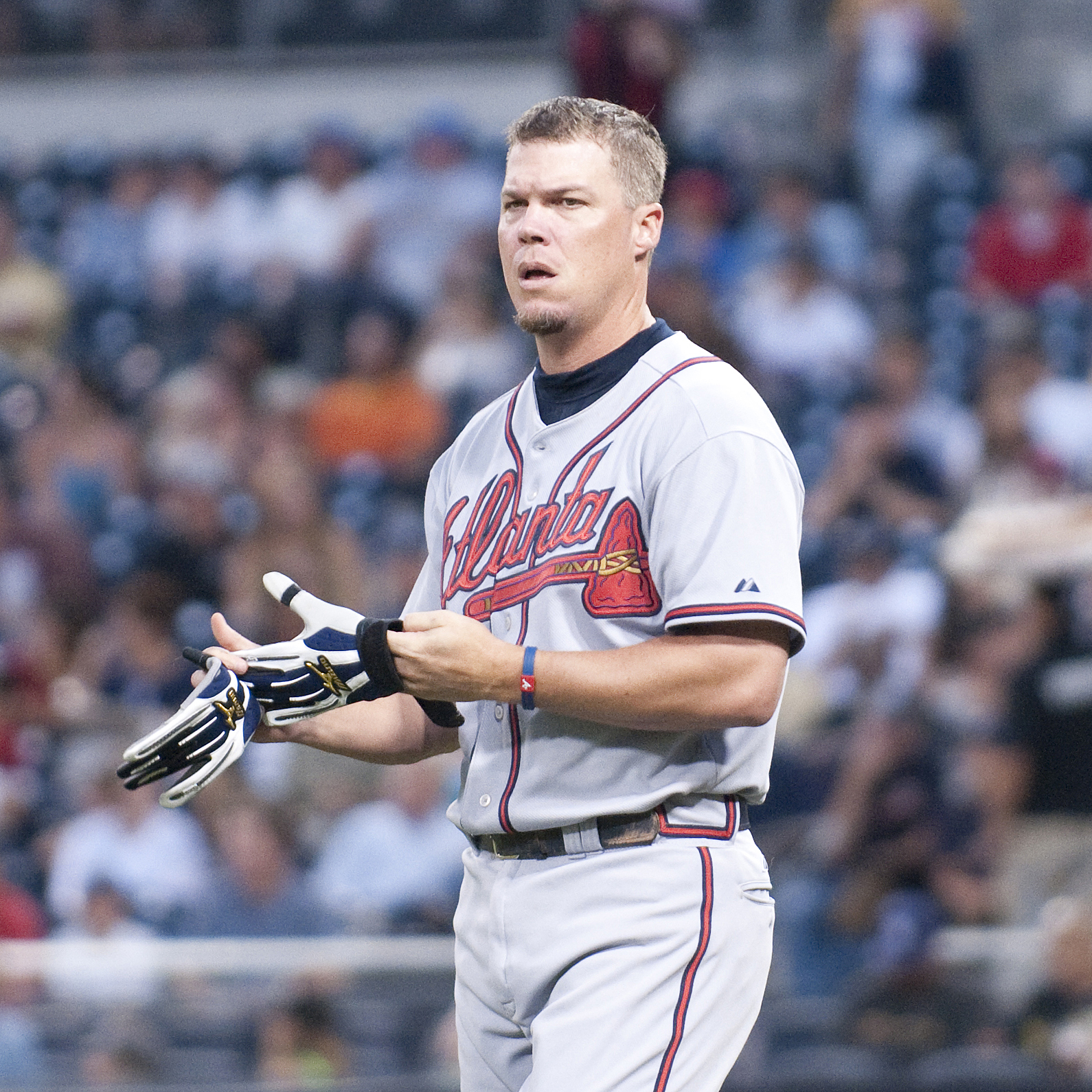
Chipper Jones.

Auteurs d'un record de franchise de 106 victoires durant la saison 1998, les Braves d'Atlanta mènent le baseball majeur en 1999 avec 103 gains, contre seulement 59 défaites. Ils enlèvent le titre de la section Est de la Ligue nationale pour le huitième de leur série record de 14 titres de section consécutifs. Les Mets de New York prennent le deuxième rang de cette même division, avec six parties et demi de retard sur les Braves, et doivent disputer un match-suicide aux Reds de Cincinnati au terme de la saison régulière pour gagner, grâce à une victoire de 5-0, la qualification comme meilleur deuxième et passer en séries éliminatoires. Les Mets affichent en 1999 un dossier victoires-défaites de 97-66.
Opposés aux dangereux Diamondbacks de l'Arizona, champions de la division Ouest et auteurs d'un dossier record de 100-62, le meilleur de leur jeune histoire, les Mets triomphent trois parties gagnées à une en Série de divisions pour accéder à leur première Série de championnat depuis 1998. De leur côté, les Braves gagnent trois parties à une leur Série de division face aux champions de la section Centrale, les Astros de Houston (97-65 en saison régulière).
Les deux clubs sont adversaires en éliminatoires pour la première fois que le club new-yorkais de 1969, surnommé The Miracle Mets, avait battu Atlanta trois parties à zéro dans la toute première Série de championnat de la Ligue nationale.
Atlanta atteint au moins la Série de championnat pour la huitième année consécutive, et la saison 2000 verra cette séquence prendre fin par une élimination rapide au premier tour. Les Braves ont atteint au moins la finale de la Ligue nationale chaque automne de 1991 à 1999, en excluant la saison 1994 où une grève des joueurs avait provoqué l'annulation complète des séries éliminatoires. De 1991 à 1993, le champion de division passait automatiquement en Série de championnat puisque les Séries de divisions n'ont commencé à être disputée qu'en 1995.

## Contexte
La série entre les deux rivaux de division fut animée. À la fin septembre, dans une série d'affrontements de saison régulière au Shea Stadium de New York où les Braves enlevèrent deux matchs sur trois, Chipper Jones, d'Atlanta, s'en prit à un spectateur qui l'injuriait. Il commenta après la partie les chances des Mets de se qualifier pour les séries en déclarant : « Maintenant les fans des Mets peuvent rentrer à la maison et enfiler leur t-shirt des Yankees. » À l'approche de la Série de championnat, le manager des Mets, Bobby Valentine, donna la réplique en avertissant les Braves qu'ils devraient être préparés à « jouer contre des fantômes », puisque ceux-ci les donnaient pour morts dix jours plus tôt. 
Sur le terrain, le stoppeur vedette des Braves, John Rocker, eut maille à partir avec les supporters des Mets lors des matchs disputés à New York. Harcelé par des spectateurs, Rocker les provoqua en crachant ou grimaçant en leur direction et en leur faisant des doigts d'honneur. Durant l'hiver suivant, Sports Illustrated publia une interview avec Rocker qui fit grand bruit, où le lanceur tenait nombre de propos racistes et homophobes tout en déversant son fiel contre la ville de New York et les partisans des Mets, qu'il traita de « dégénérés ». La guerre entre Rocker et les fans des Mets se poursuivit durant la saison suivante, alors que la police de New York dut recourir à l'escouade antiémeute lors d'un match Mets-Braves au stade Shea.

## Déroulement de la série

### Calendrier des rencontres
| Match | Date       | Visiteur           | Hôte             | Score               |
| ----- | ---------- | ------------------ | ---------------- | ------------------- |
| 1     | 12 octobre | Mets de New York   | Braves d'Atlanta | 2 - 4               |
| 2     | 13 octobre | Mets de New York   | Braves d'Atlanta | 3 - 4               |
| 3     | 15 octobre | Braves d'Atlanta   | Mets de New York | 1 - 0               |
| 4     | 16 octobre | Braves d'Atlanta   | Mets de New York | 2 - 3               |
| 5     | 17 octobre | Braves d'Atlanta   | Mets de New York | 3 - 4 (15 manches)  |
| 6     | 19 octobre | Reds de Cincinnati | Braves d'Atlanta | 9 - 10 (11 manches) |

### Match 1
Mardi 12 octobre 1999 à Turner Field, Atlanta, Géorgie.
| Mets de New York | 0 | 0 | 0 | 1 | 0 | 0 | 0 | 0 | 1 | 2 | 6 | 2 |
| Braves d'Atlanta | 1 | 0 | 0 | 0 | 1 | 1 | 0 | 1 | X | 4 | 8 | 2 |
| Lanceurs partants : NYM : Masato Yoshii ATL : Greg Maddux Vic. : Greg Maddux (1-0) Déf. : Masato Yoshii (0-1) Sauv. : John Rocker (1) HRs: ATL : Eddie Pérez (1) |   |   |   |   |   |   |   |   |   |   |   |   |

### Match 2
Mercredi 13 octobre 1999 à Turner Field, Atlanta, Géorgie.
| Mets de New York | 0 | 1 | 0 | 0 | 1 | 0 | 0 | 1 | 0 | 3 | 5 | 1 |
| Braves d'Atlanta | 0 | 0 | 0 | 0 | 0 | 4 | 0 | 0 | X | 4 | 9 | 1 |
| Lanceurs partants : NYM : Kenny Rogers ATL : Kevin Millwood Vic. : Kevin Millwood (1-0) Déf. : Kenny Rogers (0-1) Sauv. : John Smoltz (1) HRs : NYM : Melvin Mora (1) ATL : Brian Jordan (1), Eddie Pérez (2) |   |   |   |   |   |   |   |   |   |   |   |   |

### Match 3
Vendredi 15 octobre 1999 au Shea Stadium, New York, NY.
| Braves d'Atlanta | 1 | 0 | 0 | 0 | 0 | 0 | 0 | 0 | 0 | 1 | 3 | 1 |
| Mets de New York | 0 | 0 | 0 | 0 | 0 | 0 | 0 | 0 | 0 | 0 | 7 | 2 |
| Lanceurs partants : ATL : Tom Glavine NYM : Al Leiter Vic. : Tom Glavine (1-0) Déf. : Al Leiter (0-1) Sauv. : John Rocker (2) |   |   |   |   |   |   |   |   |   |   |   |   |

### Match 4
Samedi 16 octobre 1999 au Shea Stadium, New York, NY.
| Braves d'Atlanta | 0 | 0 | 0 | 0 | 0 | 0 | 0 | 2 | 0 | 2 | 3 | 0 |
| Mets de New York | 0 | 0 | 0 | 0 | 0 | 1 | 0 | 2 | X | 3 | 5 | 0 |
| Lanceurs partants : ATL : John Smoltz NYM : Rick Reed Vic. : Turk Wendell (1-0) Déf. : Mike Remlinger (0-1) Sauv. : Armando Benítez (1) HRs : ATL : Brian Jordan (2), Ryan Klesko (1) NYM : John Olerud (1) |   |   |   |   |   |   |   |   |   |   |   |   |

### Match 5
Dimanche 17 octobre 1999 au Shea Stadium, New York, NY.
| Braves d'Atlanta | 0 | 0 | 0 | 2 | 0 | 0 | 0 | 0 | 0 | 0 | 0 | 0 | 0 | 0 | 1 | 3 | 13 | 2 |
| Mets de New York | 2 | 0 | 0 | 0 | 0 | 0 | 0 | 0 | 0 | 0 | 0 | 0 | 0 | 0 | 2 | 4 | 11 | 1 |
| Lanceurs partants : ATL : Greg Maddux NYM : Masato Yoshii Vic. : Octavio Dotel (1-0) Déf. : Kevin McGlinchy (0-1) HRs: NYM : John Olerud (2) |   |   |   |   |   |   |   |   |   |   |   |   |   |   |   |   |    |   |

### Match 6
Mardi 19 octobre 1999 à Turner Field, Atlanta, Géorgie.
| Mets de New York | 0 | 0 | 0 | 0 | 0 | 3 | 0 | 4 | 1 | 1 | 0 | 9  | 15 | 2 |
| Braves d'Atlanta | 5 | 0 | 0 | 0 | 0 | 2 | 0 | 1 | 0 | 1 | 1 | 10 | 10 | 1 |
| Lanceurs partants : NYM : Al Leiter ATL : Kevin Millwood Vic. : Russ Springer (1-0) Déf. : Kenny Rogers (0-1) HRs : NYM : Mike Piazza (1) |   |   |   |   |   |   |   |   |   |   |   |    |    |   |

## Joueur par excellence
Le receveur Eddie Pérez des Braves d'Atlanta est nommé joueur par excellence de la Série de championnat 1999 de la Ligue nationale. Il maintient une moyenne au bâton de ,500 dans cette série avec 10 coups sûrs en 20, deux circuits et cinq points produits. Ses deux doubles lui donnent un total de quatre coups sûrs de plus d'un but contre les Mets et une moyenne de puissance de ,900.